# Chaliyar
Le Chaliyar (connu aussi sous les noms de Chulika ou Beypore) est un fleuve indien d'une longueur de 169 km, il est le 4e plus grand cours d'eau de l’État du Kerala.

## Source de la traduction
- (en) Cet article est partiellement ou en totalité issu de l’article de Wikipédia en anglais intitulé « Chaliyar » (voir la liste des auteurs).